# Bács Károly (színművész, 1849–1903)
Ifjabb martonfalvi Bács Károly (Alsódabas, 1849. október 29. – Arad, 1903. augusztus 29.) színész, rendező.

## Életútja
Bács Károly színész és Vármosi Julianna fiaként született, 1849. október 30-án keresztelték Alsódabason. A nagyenyedi kollégiumba járt, mígnem apja kivette onnan 1863-ban és a régi aradi színházban kardalosként először lépett színpadra apja társulatánál.
Első igazgatója Aradon Hubay Gusztáv volt. 1864-ben Gyulafehérvárott Nagy Mihálynál működött. 1865-ben Keszy Józsefnél, 1868-ban Nyiry Györgynél, 1869-ben Gerőfy Andornál – akinél 1871-ben Brassóban még apjával együtt lépett színpadra. 1872-ben Szabadkán Némethy György társulatának volt a tagja, amellyel 1874-ben még Sopronban játszott. 1875-ben Szabó Antalhoz ment, majd 1876-ban Székesfehérvárott, 1877-től pedig újra Gerőffynél, a kassai társulattal játszott.
Schöpflin szerint 1886-ban Krecsányi Ignáchoz szerződött. Azonban 1886-ban a Váczi Közlöny és Cesnaková szlovákiai színjátszástörténeti könyve is mint színigazgató említi, de az előbbi alapján még az év decemberében társulata Nyitrán megbukott és ő lemondott. Az Esztergom és vidéke hasábjain 1887-ben pedig az olvasható, hogy Szabadhegyi Aladár mellett előbb névleges, illetve társigazgató, majd mikor tőle a színészegyesület központi igazgatótanácsa megvonta az igazgatói engedélyt, azt Bács Károlynak adta át. A szezon végével lemondott az igazgatásról, a társulat feloszlott.
1889-ben Mosonyi Károlyhoz szerződött. Ez év január 16-án, Aradon ünnepelte színészi pályafutása 25 éves évfordulóját. Ugyanott 1902. március 22-én mondott búcsút a színpadnak. 1903 augusztus végén öngyilkos szándékkal magára lőtt, majd augusztus 29-én szombaton éjjel az aradi kórházban elhunyt.
Elsőrangú jellemszínészként ismerték, rendezett is. Esztergomi szereplése alatt atlétatermetű, hatalmas hangorgánummal rendelkezőként, 25 jubileumát ünnepelve pedig, mint az „egyik legjobb vidéki apaszinész és rendező” írtak róla.
30 éven át 1903. június 10-i nyugdíjazásáig az Országos Színészegyesület, a Színészkongresszus központi igazgató-tanácsának vidéki rendes tagja volt, bizonyos években pedig bizottságok munkájában is részt vett. Így például 1883-ban a javaslattevő, 1887-ben és 1890-ben a kérvényi bizottságba választották be, 1893-ban a fegyelmi bizottságba.
Feleségei Molnár Gizella színésznő, Kiss-Maár Júlia primadonna, „kedveltebb anyaszínésznő” voltak, illetve még Liptai (Liptay) Laura – aki 1878-ig még Bercsényinéként szerepel újsághírekben – koloratúr népszínmű és operetténekesnő is. Leányát, Bács Mariskát, Ancsán József, Fogaras város aljegyzője vezette oltárhoz 1901. június 15-én.

## Fontosabb szerepei
- Stomfay Ákos (Csiky Gergely: A Stomfay család)
- Bakaj András (Csepreghy F.: A sárga csikó)
- Lecourtand (Dumanoir: Bouquillon)
- Don Lope de Figueroa (Calderón: A zalameai bíró)
- De Chelles gróf (Feuillet: A sphinx)
- Mócsing Fábián (Berczik Á.: A protekció)

## Működési adatai
1863: Hubay Gusztáv; 1864: Gerő Jakab, Nagy Mihály; 1865: Arad; 1868: Nyíri György; 1869–72: Győrffy Antal; 1872: Bercsényi Béla; 1873: Völgyi György, Károlyi Lajos; 1874: Némethyné; 1875: Szabó Antal; 1876–78: Székesfehérvár; 1878: Gerőfy Andor; 1879: Lászy Vilmos; 1880: Nagykanizsa, Pécs, 1881–83: Mosonyi Károly; 1883: Jakab Lajos; 1884: Mándoky Béla; 1885: Báródy Károly, Saághy Zsigmond; 1887: Krecsányi Ignác; 1888: Mosonyi Károly; 1889–91: Aradi Gerő; 1891: Bátosi Endre; 1891–1902: Leszkay András.